# Alexander Schubert
Alexander Schubert   (Bremen, 13 de juliol de 1979), és un compositor alemany. Gran part de la seva música és experimental, amb elements multimèdia, improvisadors i interactius. Es basa en estils de jazz lliure, techno i pop.

## Biografia
Alexander Schubert va néixer a Bremen. Va estudiar Bioinformàtica a Leipzig, després va passar un any al Centre d'Art i Tecnologia de Mitjans de Comunicació de Karlsruhe a l'Institut de Música i Acústica. Es va doctorar en composició multimèdia a la Hochschule für Musik und Theater Hamburg, estudiant amb Georg Hajdu i Manfred Stahnke. Imparteix classes a la Musikhochschule Hamburg, dirigeix l'estudi electrònic de la Musikhochschule Lübeck i ha estat professor visitant als cursos internacionals d'estiu de Darmstadt. Membre fundador dels conjunts Decoder, Trnn, Schubert-Kettlitz-Schwerdt i Ember, també ha dut a terme un projecte experimental de música pop en solitari sota el nom de Sinebag.
Les peces de Schubert s'han interpretat a diverses institucions internacionals, incloent Wien Modern, ICMC, SMC, Ultima Oslo Contemporary Music Festival, DLF Forum neuer Musik, IRCAM, ZKM Center for Art and Media Karlsruhe, Huddersfield Contemporary Music Festival, i Blurred Edges a Hamburg.

## Música
Jennifer Walshe, Matthew Shlomowitz i Zubin Kanga han situat Schubert dins del que Walshe denomina "La nova disciplina" de la música contemporània, al costat de compositors com James Saunders i François Sarhan.
 
La música de Schubert fa un ús extens de multimèdia, inclosos els vídeos en directe, el contingut d'origen d'Internet, la il·luminació i els sensors de moviment. Lloat per alguns comentaristes per la seva fusió d'estils d'avantguarda i pop, qualitats immersives, i un compromís distintiu amb Internet, Els crítics de Schubert han trobat la seva obra excessivament confrontacional o conceptual.

## Reconeixements
El 2009, Schubert va guanyar el Bourges Residency Prize i la seva peça Nachtschatten ("Nightshade") es va incloure al concurs "Jeu de temps" de la comunitat electroacústica canadenca. Va guanyar el concurs de la Conferència Europea de Promotors de Música Nova el 2012 i un premi de producció Giga-Hertz el 2013. Wiki-Piano. Net va rebre una menció honorífica al Prix Ars Electronica del 2019.

## Escrits
Schubert Té va publicar articles en virtuality, correu-digitality i composició multimèdia. Una col·lecció de textos pot ser trobada en el seu llibre que Switching Worlds.

## Composicions

### Peces amb electrònica i visuals en directe
- Coryllus Avellana (2007), per a cinta de 49 canals, clarinet i electrònica
- Bifurcation Fury (2012), per a baix elèctric, electrònica en directe i il·luminació
- Lucky Dip (2013), per a kit de bateria midi, teclat i guitarra elèctrica
- Sensate Focus (2014), per a guitarra elèctrica, clarinet baix, violí, percussió, electrònica en directe i llum animada
- HOLA (2014), per a qualsevol nombre d'instruments, electrònica en directe i vídeo
- Supramodal Parser (2015), quatre peces per a cantant, guitarra elèctrica, saxo, percussió, piano i electrònica (amb boira i il·luminació)
- Star Me Kitten (2015), per a cantant, conjunt flexible, vídeo i electrònica
- SCANNERS (2013, rev. 2016), per a quintet de corda, coreografia i electrònica
- f1 (2016), per a grup variable de músics i vídeo
- Codec Error (2017), per a contrabaix, dos percussionistes i il·luminació

### Peces amb sensors interactius
- Laplace Tiger (2009), per a bateria, sensor de braç, electrònica en directe i vídeo en directe
- Weapon of Choice (2009), per a violí, sensor, electrònica en directe i vídeo en directe
- Bureau Del Sol (2011), per a bateria, saxòfon / piano / guitarra electrònica / clarinet i timecode-vinil
- A Dirty Gold de Your Fox (2011), per a intèrpret en solitari amb veu, sensors de moviment, guitarra elèctrica i electrònica en directe
- Point Ones (2012), per a conjunt reduït i conductor augmentat
- Serious Smile (2014), per a conjunt equipat amb sensors (piano, percussió, violoncel, director) i electrònica en directe

### Peces instrumentals amb electrònica en viu
- Sugar, Maths and Whips (2011), per a violí, contrabaix, piano, bateria i electrònica
- Bird Snapper (2012), per a cantant, saxo, baix electrònic, guitarra electrònica, percussió i teclat
- Grinder (2015), per a saxo, percussió, teclat, guitarra electrònica i electrònica
- Wavelet A (2017), per a 4 guitarres elèctriques i electrònica
- Black Out BRD (2017), per a qualsevol combinació d'instruments

#### Superimpose Cycle
- Superposa jo (2009), per quartet de jazz i electrònica
- Superposa II - Nit del De vida Mort (2009), per quartet de jazz i electrònica
- Superposa III -Broma Infinita: (2010), per e-guitarra, caixa de tambor, saxòfon, i electrònica viva

### Peces per a la comunitat
- Domini públic (2017), per un o més intèrprets i/o electrònica i/o vídeo
- Correu silenciós (2018), per qualsevol número d'instruments i/o electrònica i/o vídeo
- Black Fora Programari (2018), per qualsevol combinació d'instruments
- Wiki-Piano.Net (2018), per piano i internet
- Entre bastidors (2019), per qualsevol combinació d'instruments

### Peces de cinta
- Nachtschatten (2008)
- Semàfors (2011)
- Mimicry (2015)
- La Discoteca de Contrasenya (2017)

### Instal·lacions
- Un Posa de Punts (2007), instal·lació audiovisual interactiva
- Alguns patrons oblidats (2009), instal·lació audiovisual
- Cicle d'unitat (2013), instal·lació audiovisual
- Estat sòlid (2016), so- i lleuger-instal·lació
- Mirall negre (2016), hora-instal·lació de concert participativa llarga
- Control (2018), 90-minut instal·lació de concert participatiu
- Un Cercle Perfecte (2019), sessió "de teràpia participativa" per audiència, 2 parlants, 2 ajudants, i supervisor
- Unitat Swtich (2019), instal·lació d'actuació virtual interactiva

### Peces vídeo
- No va Ser Una Situació Fàcil (2018), vídeo i so
- Acceptació (2018), peça documental per intèrpret de solo

## Discografia seleccionada

### CD
- 2005: Milchwolken en Teein (Ahornfelder: AH01) com Sinebag.
- 2005: Près de la lisière (Ahornfelder: AH02) mentre Sinebag.
- 2006: Oullh d'baham (Euphorium: EUPH 010) amb Urs Leimgruber, Christian Lillinger i Oliver Schwerdt.
- 2010: Aurona Arona (Fonts Creatives/Abhornfelder: AH18) amb Urs Leimgruber, Christian Lillinger i Oliver Schwerdt.
- 2011: jocs Sinebag (Ahornfelder: AH16, 2011).

### DVD
- 2008: Escenes Vives (Euphorium Pel·lícules: EUPH 011) amb Urs Leimgruber, Christian Lillinger i Oliver Schwerdt.
- 2011:Arma d'Elecció (Ahornfelder: AH21).

### Anglès
- Kanga, Zubin i Alexander Schubert. "Flaws En el Cos i Com Treballem amb Ells: Una Entrevista amb Compositor Alexander Schubert." Revisió de Música contemporània 35, no. 4/5 (2016): pp. 535–553.
- Schlomowitz, Matthew. "El Compositor Alexander Schubert". Wien Modern.
- Thorpe Buchanan, Jason. Comportament i Compositional Procés dins Georges Aperghis' Luna Parc   (2019), pp. 68–70 (discussió d'Estrella Em Gatet).

### Alemany
- Drees, Stefan. « Gestische Momente und energetisches Potenzial Zur Musik Alexander Schuberts », Neue Zeitschrift für Musik, 3/2014, p. 48-51.
- von Frantzius, Martin (2017). "Com perdre's: Rave-Erfahrung in der Musik von Alexander Schubert". Neue Zeitschrift für Musik. Schott Music. 1 (178): 24-27.
- Hurt, Leopold. « Zwischen Hardcore and Software: Ein Porträt des Komponisten Alexander Schubert », Positionen, 102, 2015, pàg. 31-33.
- Nonnenmann, Rainer. « Der Mensch denkt, die Machine lenkt: ein Porträt des Komponisten Alexander Schubert », MusikTexte, Heft 153, maig 2017, p. 33-42.
- Stefan, Ilja (2017). "Alexander Schubert - Der Parseltongue". A Hajdu, George (ed.). Jubiläumsschrift: 13 Jahre Masterstudiengang Multimediale Komposition (PDF). Hochschule für Musik und Theater Hamburg. pàg. 18-19.ISBN 978-3-00-056586-1 ISBN 978-3-00-056586-1.
- Schubert, Alexander. « Binäre Komposition », MusikTexte, Heft 153, maig 2017, p. 46-50.
- Schubert, Alexander und Hanno Ehrler. «Verbindung von Körper und Klang: Alexander Schubert im Gespräch », MusikTexte, Heft 153, maig 2017, p. 43-45.